# Wolf WR3
La Wolf WR3 fu una vettura di Formula 1 che corse nella stagioni 1977 e 1978. Spinta da un tradizionale motore  Ford Cosworth DFV fu concepita da Harvey Postlethwaite, già ideatore dei modelli precedenti WR1 e WR2, che il costruttore canadese presentò in Formula 1 quello stesso anno.

## Risultati
Esordì al Gran Premio del Belgio 1977, e corse in tutto solo 7 gare mondiali. Jody Scheckter la guidò nella stagione 1977 facendo segnare il giro più veloce nel Gran Premio del Giappone. Nella stagione seguente il pilota sudafricano la portò in pista solo a Long Beach, mentre un'altra WR3 fu affidata al team privato Theodore Racing Hong Kong, dove Keke Rosberg disputò le gare di Germania ed Austria.